# Умфравиль, Гилберт де, 3-й граф Ангус
Гилберт де Умфравиль (англ. Gilbert de Umfraville; приблизительно 1310 — 6 января 1381) — шотландский аристократ, 3-й граф Ангус и 10-й барон Умфравиль с 1325 года, барон Кайм с 1338 года. Участник англо-шотландских войн.

## Биография
Гилберт де Умфравиль родился приблизительно в 1310 году в семье Роберта де Умфравиля, 2-го графа Ангуса, и Люси де Кайм. В 1325 году, после смерти отца, он унаследовал графский титул, который к тому времени был номинальным. В 1332 году Умфравиль был в числе лишённых наследства баронов, вторгшихся в Шотландию. Он сражался при Дапплин-Муре 11 августа 1332 года, где помог одержать победу Эдуарду Баллиолу. В 1338 году Гилберт стал 3-м бароном Каймом, в 1346 году был одним из командиров в битве при Невиллс-Кроссе.
Умфравиль был дважды женат: на Джоан Уиллоуби, дочери Роберта Уиллоуби, 1-го барона Уиллоуби де Эрзби, и Маргарет Дейнкур, и на Матильде де Люси, дочери Томаса де Люси, 2-го барона Люси, и Маргарет Мултон. В первом браке родился сын Роберт, умерший при жизни отца (до 1370 года).